# Naproxène
 (mai 2019).
Si vous disposez d'ouvrages ou d'articles de référence ou si vous connaissez des sites web de qualité traitant du thème abordé ici, merci de compléter l'article en donnant les références utiles à sa vérifiabilité et en les liant à la section « Notes et références ».
Le naproxène est un anti-inflammatoire non stéroïdien (AINS) souvent utilisé pour traiter les douleurs faibles ou modérées, la fièvre, l’inflammation et les arthralgies de certaines pathologies telles l’ostéoarthrite, l’arthrite rhumatoïde, l’arthrite psoriatique, la goutte, la spondylite ankylosante, les blessures, les douleurs menstruelles, la tendinite, la bursite et le traitement de la dysménorrhée primaire.
Les anti-inflammatoires non stéroïdiens agissent en inhibant une enzyme importante dans le mécanisme de l’inflammation et de la douleur (COX ou cyclooxygénase). Le naproxène n’est pas spécifique, contrairement aux nouveaux AINS qui ciblent spécifiquement la COX-2.
Le naproxène est également disponible sous forme de son sel sodique, le naproxène sodique, qui est plus rapidement absorbé dans le tube digestif.
Le naproxène est apparu en 1976 ; le naproxène sodique en 1980.

## Structure et détails
Au sein des AINS, le naproxène fait partie de la famille des dérivés de l'acide arylacétique. C’est une substance cristalline inodore, blanche ou blanchâtre. Son poids moléculaire est de 230,2628. Le naproxène est liposoluble, pratiquement insoluble dans l’eau avec un faible pH (inférieur à pH 4), mais assez soluble dans l’eau de pH supérieur ou égal à 6. Le naproxène a un point de fusion de 153 °C.

## Effets secondaires et précautions
Les AINS non spécifiques ont de nombreux effets secondaires. Ils inhibent la COX-1, enzyme essentielle au niveau[Quoi ?] de la protection gastrique. Il n’est donc pas rare que les patients ressentent des brûlures d’estomac (reflux gastro-œsophagien) et peuvent même se voir atteints d’un ulcère d’estomac secondaire à la prise des AINS.
Par ailleurs, ils ont aussi de nombreux effets sur le métabolisme rénal. En effet, de par leur effet inhibiteur au niveau de la production rénale de prostaglandines (un vasodilatateur), ils peuvent induire une insuffisance rénale assez sévère et parfois irréversible. Par le même mécanisme, ils peuvent aussi créer une rétention hydrosodée importante, pouvant causer ou déstabiliser une hypertension artérielle. Ils créeront aussi de l’œdème. Tous ces effets seront amplifiés par un état de déshydratation préexistant.
Finalement, les AINS peuvent, de façon idiosyncratique (c'est-à-dire sans égard à la dose ou à la chronologie d’administration), causer une néphrite interstitielle (infiltration rénale par des cellules inflammatoires) de sévérité variable.